# Vaux-le-Moncelot
Vaux-le-Moncelot település Franciaországban, Haute-Saône megyében. Lakosainak száma 78 fő (2022. január 1.). Vaux-le-Moncelot Les Bâties, Frasne-le-Château és Fretigney-et-Velloreille községekkel határos.

## Népesség
A település népessége az elmúlt években az alábbi módon változott:
| Lakosok száma | 77   | 74   | 71   | 70   | 72   | 75   | 77   | 77   | 78   |
|               | 2013 | 2015 | 2016 | 2017 | 2018 | 2019 | 2020 | 2021 | 2022 |